# 徐世譜
徐世譜（じょ せいふ、天監8年（509年）- 天嘉4年5月4日（563年6月10日））は、南朝梁から陳にかけての軍人。字は興宗。本貫は巴東郡魚復県。

## 経歴
代々荊州に居をかまえ、将軍をつとめた家柄に生まれた。成長すると、勇敢で膂力にすぐれ、水戦を得意とした。湘東王蕭繹が荊州刺史となると、世譜は郷里の人を率いて蕭繹に仕えた。
侯景の乱が起こると、乱の征討に参加して、員外散騎常侍に進んだ。水軍を率いて陸法和の下につき、侯景と赤亭湖で戦った。侯景の軍勢に対抗するため、楼船・拍艦・火舫・水車を製造して軍備の拡張につとめた。大艦に乗って自ら先頭に立ち、侯景軍を撃破すると、侯景の部将の任約を捕らえた。王僧弁の下で郢州を攻撃して、侯景の部将の宋子仙を降した。功績により使持節・信武将軍・信州刺史に任じられ、魚復県侯に封じられた。また侯景の部将の侯子鑑を姑孰で撃破した。侯景の乱が平定されると、功績により通直散騎常侍・衡州刺史に任じられ、河東郡太守を兼ねた。
承聖3年（554年）、西魏軍が江陵に侵攻してくると、世譜は馬頭岸に駐屯して、龍洲に拠った。元帝により侍中・使持節・都督江南諸軍事・鎮南将軍・護軍将軍の位を受けた。江陵が陥落すると、世譜は東に下って侯瑱を頼った。紹泰元年（555年）、侍中・左衛将軍として召された。陳霸先が王琳と戦うにあたって、水戦の準備は世譜に任せられた。
永定2年（558年）、護軍将軍の位を受けた。永定3年（559年）、陳の文帝が即位すると、特進の位を加えられ、安右将軍に進んだ。天嘉2年（561年）、使持節・散騎常侍・都督宣城郡諸軍事・安西将軍・宣城郡太守として出向した。召還されて安前将軍・右光禄大夫となった。まもなく病のために失明し、出仕しなくなった。
天嘉4年5月丁卯（563年6月10日）に死去した。享年は55。諡は桓侯といった。

## 伝記資料
- 『陳書』巻13 列伝第7
- 『南史』巻67 列伝第57